# Benji: Off the Leash!
Pour les articles homonymes, voir Benji.
Pour plus de détails, voir Fiche technique et Distribution.
Benji: Off the Leash! est un film américain réalisé par Joe Camp, sorti en 2004.

## Fiche technique
- Titre : Benji: Off the Leash!
- Réalisation : Joe Camp
- Scénario : Joe Camp
- Musique : Anthony Di Lorenzo
- Photographie : Don Reddy
- Montage : Dava Whisenant
- Production : Joe Camp et Margaret Loesch
- Société de production : Benji Returns et Mulberry Square Productions
- Société de distribution : Mulberry Square Releasing (États-Unis)
- Pays :  États-Unis
- Genre : Drame
- Durée : 97 minutes
- Dates de sortie : 
  -  États-Unis : 2004
  -  France : 2004

## Distribution
- Nick Whitaker : Colby
- Nate Bynum : Ozzie
- Chris Kendrick : Hatchett
- Randall Newsome : Livingston
- Dane Stevens : Sheldon
- Christy Summerhays : la mère de Colbt
- Neal Barth : Zacharia Finch
- Jeff Olson : le propriétaire du marché
- Kathleen Camp : Nancy / la voix de Merlin / l'animatrice de Phoenix / la voix de Zelda Pinkstrum
- Joey Miyashima : le vétérinaire
- Joe Camp : le présentateur de Twin Cities

## Accueil
Le film a reçu un accueil moyen de la critique. Il obtient un score moyen de 49 % sur Metacritic.